# Kamelnotation

En enpucklig kamel som illustrerar uttrycket.

Kamelnotation (engelska: CamelCase), ibland skrivet kamelNotation i illustrativt syfte, är ett sätt att skriva samman ord utan bindestreck eller mellanslag, men med inledande versal på varje ingående orddel. Namnet åsyftar att versalerna mitt i ordet åstadkommer pucklar som på en kamel. Det finns två varianter på kamelnotation: det första ordet i sammansättningen kan skrivas med gemen eller versal. I vissa sammanhang kallas det första kamelnotation, och det andra Pascalnotation (Pascal case), efter programspråket Pascal. Vid namngivning av variabler och funktioner i programmering är kamelnotation ett vanligt alternativ till ormnotation (engelska: snake case, skrivet snake_case), också kallat untrerstreckstil, där ord särskiljs med understreck. 
kamelNotationMedLitenFörstaBokstav
PascalNotation eller KamelNotationMedStorFörstaBokstav
orm_notation

## Kamelnotation i engelska språket
I engelska språket har kamelnotation förekommit sporadiskt i historien, såsom i namn med skotskt ursprung (McCartney) eller amerikanska hopskrivningar av europeiska namn med förled som i ursprunget är särskrivet (de Jong ⇒ deJong eller DeJong). I produkt- och företagsnamn började skrivsättet uppträda vid mitten av 1900-talet, såsom i filmformatet CinemaScope. Fenomenet har blivit alltmer utbrett de senaste åren[när?], och ibland är kamelnotation felaktigt använt i namn där kamelnotation inte är officiell, till exempel i TransAmerica (Transamerica), FireFox (Firefox), UseNet (Usenet) och TimeWarner (Time Warner).

## Kamelnotation i svenska språket
På svenska används kamelnotation synnerligen sparsamt. De vanligaste exemplen är dator- eller programmeringsrelaterade ord och ord inlånade från engelskan. I det svenska språket kan man bilda nya ord genom sammanskrivning av andra ord, och behöver inte markera detta med vare sig bindestreck eller kamelnotation. 
Vissa bolagsnamn, varumärken och webbplatser skriver sina namn i kamelnotation i både logotyper och löpande text, i marknadsföringssyfte. Språkrådet rekommenderar emellertid att man i löpande text normaliserar kamelnotation och annan avvikande versalisering till initial versal och i övrigt gemener, även om företaget eller varumärket är registrerat med kamelnotation. I övrigt versaliserar man företags- och organisationsnamn som organisationerna och företagen skriver dem själva. Mediespråksgruppen rekommenderar normalisering av ovanligt bruk av versaler vid namn inom konst- och underhållningsvärlden. Det vill säga att man exempelvis bör skriva Göteborgsoperan trots att operan själv skriver GöteborgsOperan. I media efterföljs i allmänhet denna normalisering, för att öka läsbarheten och inte ge företaget extra textreklam. Uppfattningarna om när man bör normalisera kamelnotation på svenska varierar.
I förkortningar av namn kan versaler och gemener användas omväxlande. Ett exempel är SvD som förkortning för Svenska Dagbladet. Skälet till detta undantag från grundregeln är att förkortningar syftar till att på ett effektivt men tydligt sätt skriva långa begrepp och namn, vilka kan bestå av flera ord med stora initialbokstäver.

## Kamelnotation inom kemi
Den första systematiska och utbredda tillämpningen av kamelnotation för tekniska ändamål var den notation för kemiska formler som utvecklades av den svenske kemisten Berzelius 1813. För att ersätta de många namn- och symbolkonventioner som användes av kemister vid den tiden, föreslog han att grundämnen skulle betecknas med en eller två bokstäver, där den första är versal. Vid molekyler och jonföreningar sammanskrivs de förenade grundämnena utan mellanslag, exempelvis i en formel som "NaCl" (natriumklorid).

## Kamelnotation i IT-begrepp
Kamelnotation är sedan 1970- och 1980-talet vanligt förekommande i datorprograms källkod, i variabelnamn (exempelvis nElements), funktionsnamn (exempelvis isEven() eller openDvdPlayer()) och andra namn. Detta eftersom dessa namn inte får innehålla mellanslag eller bindestreck. Bindestreck tolkas nämligen som minustecken. Därifrån har termen spritt sig till datorprograms produktnamn och andra IT-begrepp. 
Ett alternativ till kamelnotation är att bilda variabelnamn och funktionnamn genom understreck (_) mellan ord, vilket är vanligt inom matematisk programkod, där man inte vill ersätta gemener med versaler och vice versa utan vill behålla liknande variabelbeteckningar i programkod som i de matematiska variablerna. 
Svensk fackpress normaliserar i allmänhet datorprograms namn till stor initialbokstav och små bokstäver i övrigt. Vid funktionsnamn, filnamn och webbadresser kan emellertid normalisering skapa problem, då dessa kan vara skiftlägeskänsliga.